# Richard W. Franke
Richard William Franke (* 1944) ist ein US-amerikanischer Anthropologe und Ethnologe. Franke hat unter anderem wichtige Arbeiten über die Sahel-Zone und den Indischen Staat Kerala verfasst. Er ist heute Professor Emeritus für Anthropologie der Montclair State University.

## Leben
Franke absolvierte einen Bachelor-Abschluss an der Harvard University und promovierte in Harvard im Jahr 1972 mit einer Arbeit über die Grüne Revolution in einem javanischen Dorf (The Green revolution in a Javanese village). Von 1972 bis zu seiner Emeritierung im Jahr 2009 war er Mitglied des Lehrkörpers der Montclair State University in Montclair, im US-Staat New Jersey.
Franke hat zahlreiche Aufsätze vor allem über Kerala gemeinsam mit der Soziologin Barbara H. Chasin verfasst.
Franke ist Bewohner und Mitglied der Verwaltung der „Ecovillage at Ithaca“, einer Ökosiedlung nahe der Stadt Ithaca im Staat New York.

## Veröffentlichungen (Auswahl)
- (mit Barbara H Chasin): Seeds of Famine. Ecological Destruction and the Development Dilemma in the West African Sahel, Universe, New York 1980 (Reihe: LandMark Studies).[3]

### Monografien über Kerala
- (mit Srikumar Chattopadhyay): Striving for Sustainability: Environmental Stress and Democratic Initiatives in Kerala. New Delhi: Concept Publishing Company 2006
- (mit Thomas T. M. Isaac): Local Democracy and Development: The People’s Campaign for Decentralized Planning in Kerala. 2002 (Ausgabe in Indien 2000).
- (mit Thomas T. M. Isaac und Raghavan Pyaralal): Democracy at Work in an Indian Industrial Cooperative: The Story of Kerala Dinesh Beedi. Ithaca, New York: Cornell University Press.
- (mit Barbara H. Chasin): Kerala: radical reform as development in an Indian state. 2. Auflage, Oakland, California: Food First, 1994.
- Life is a little better: redistribution as a development strategy in Nadur village Kerala. 1993